# Deparia
Deparia är ett släkte av majbräkenväxter. Deparia ingår i familjen Athyriaceae.

## Bildgalleri

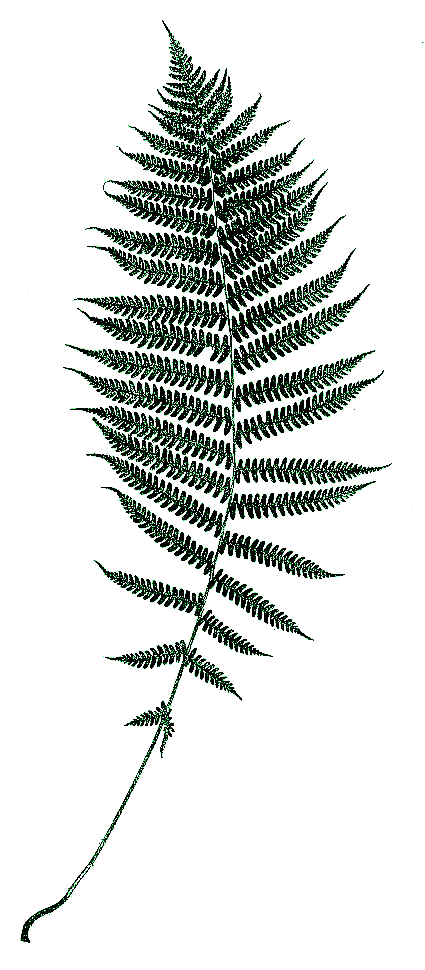
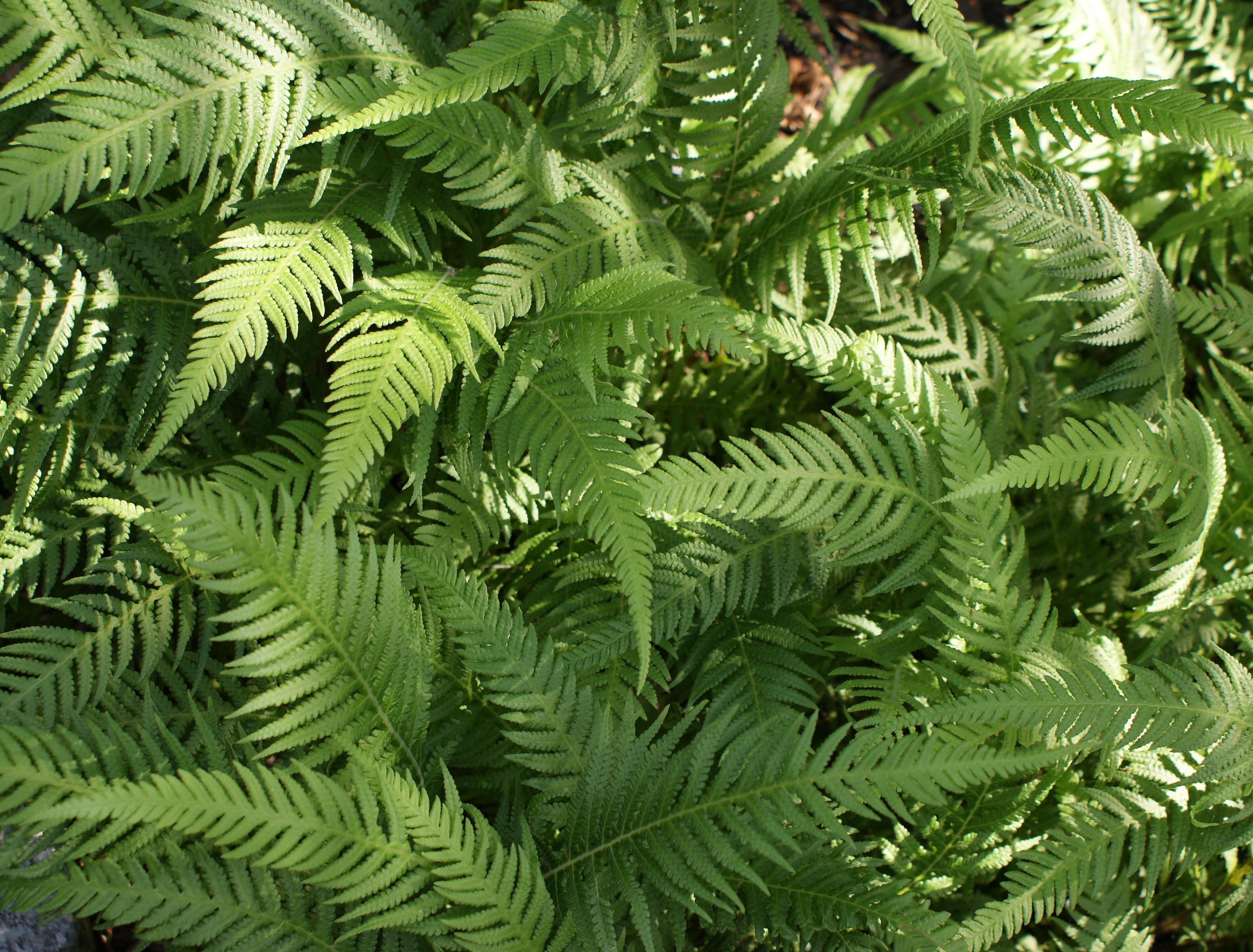
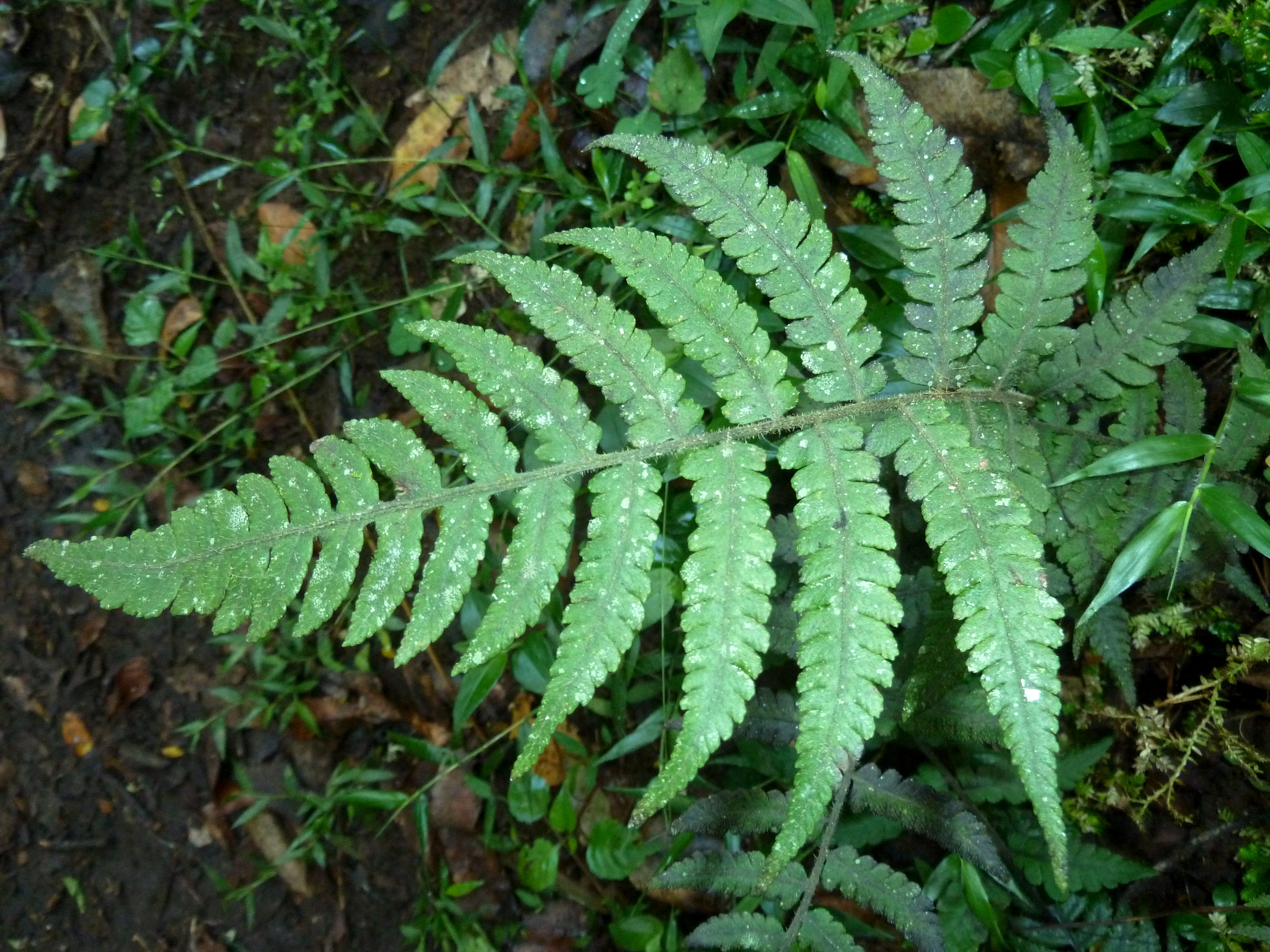
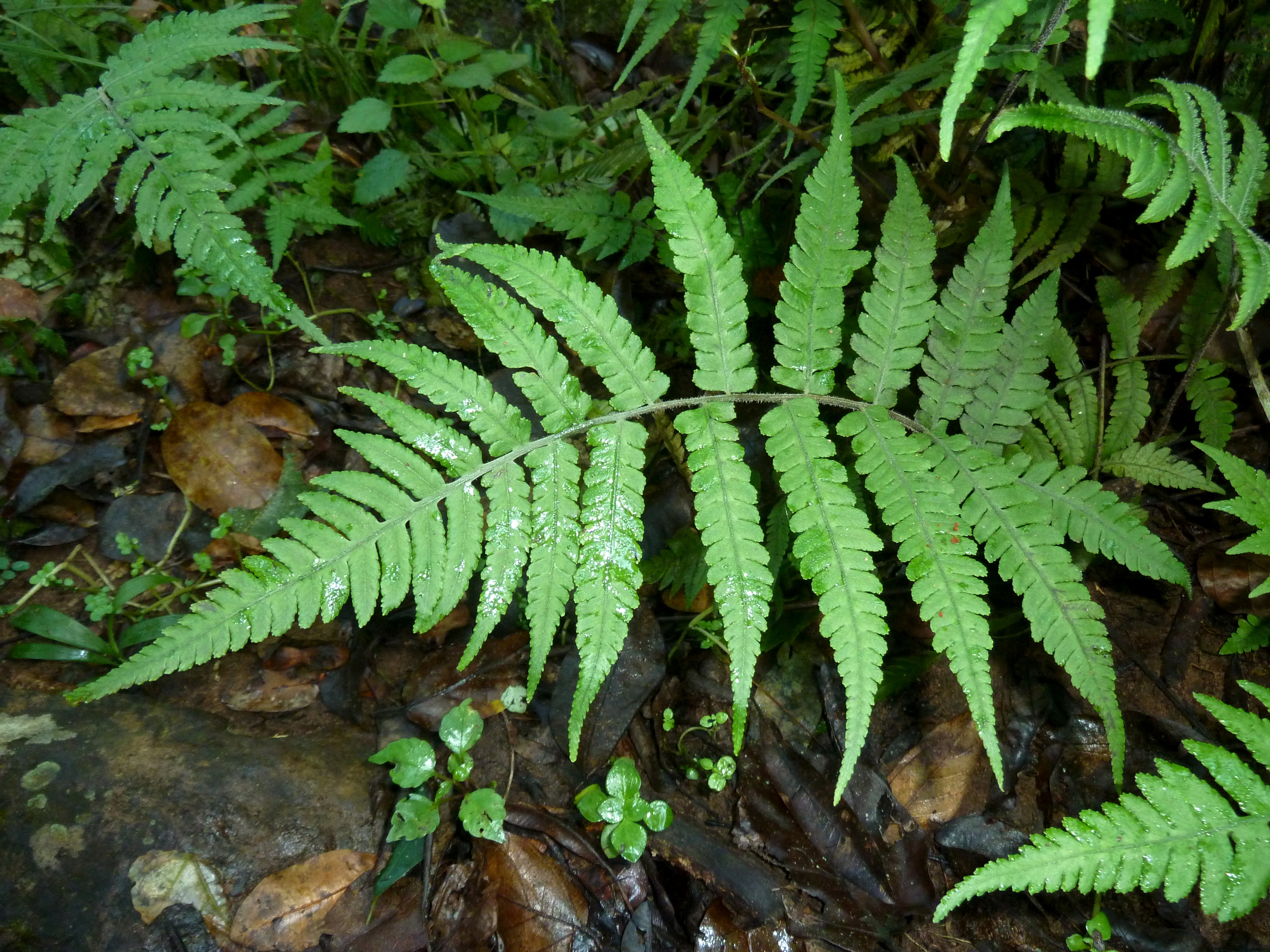
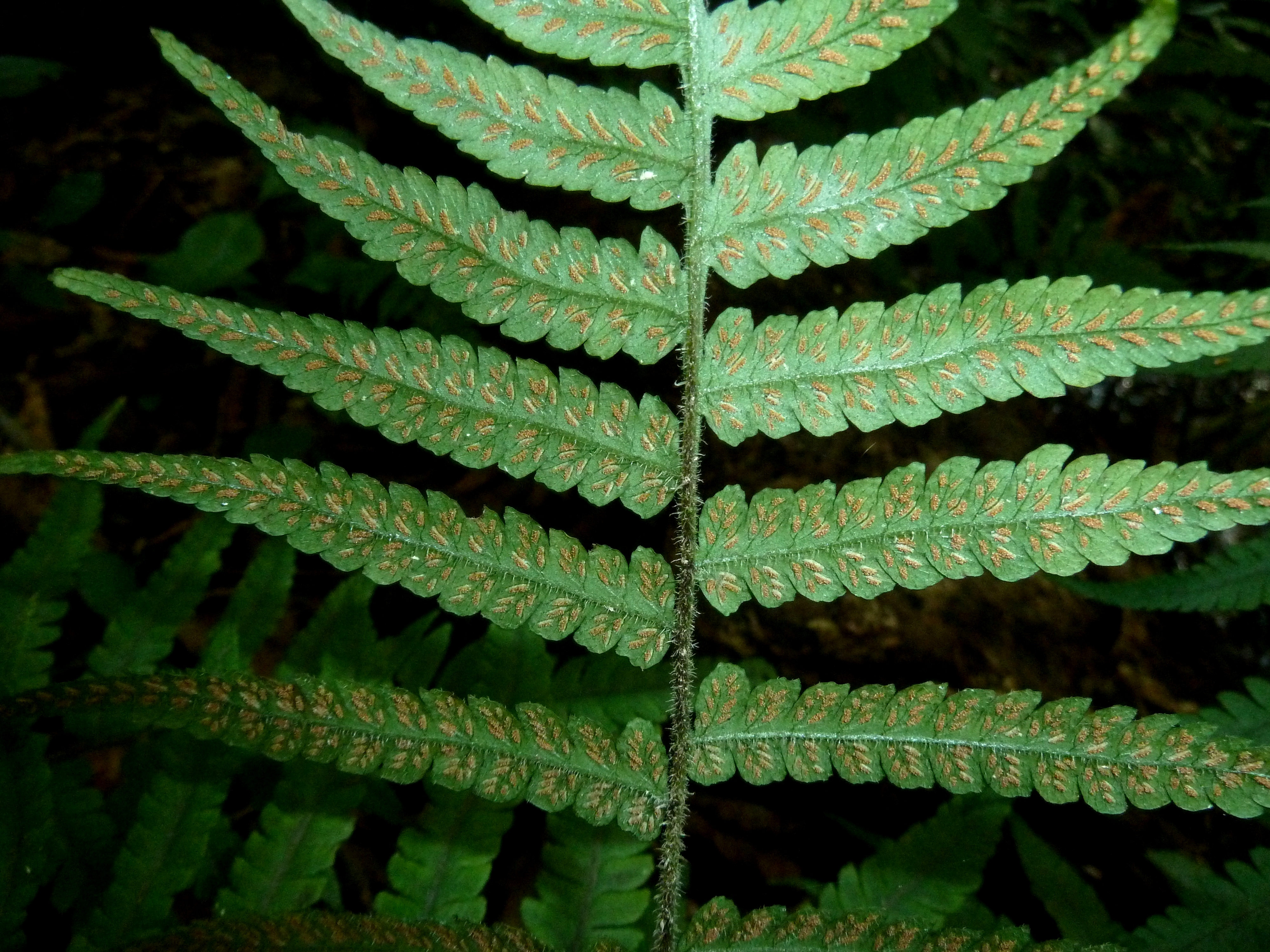
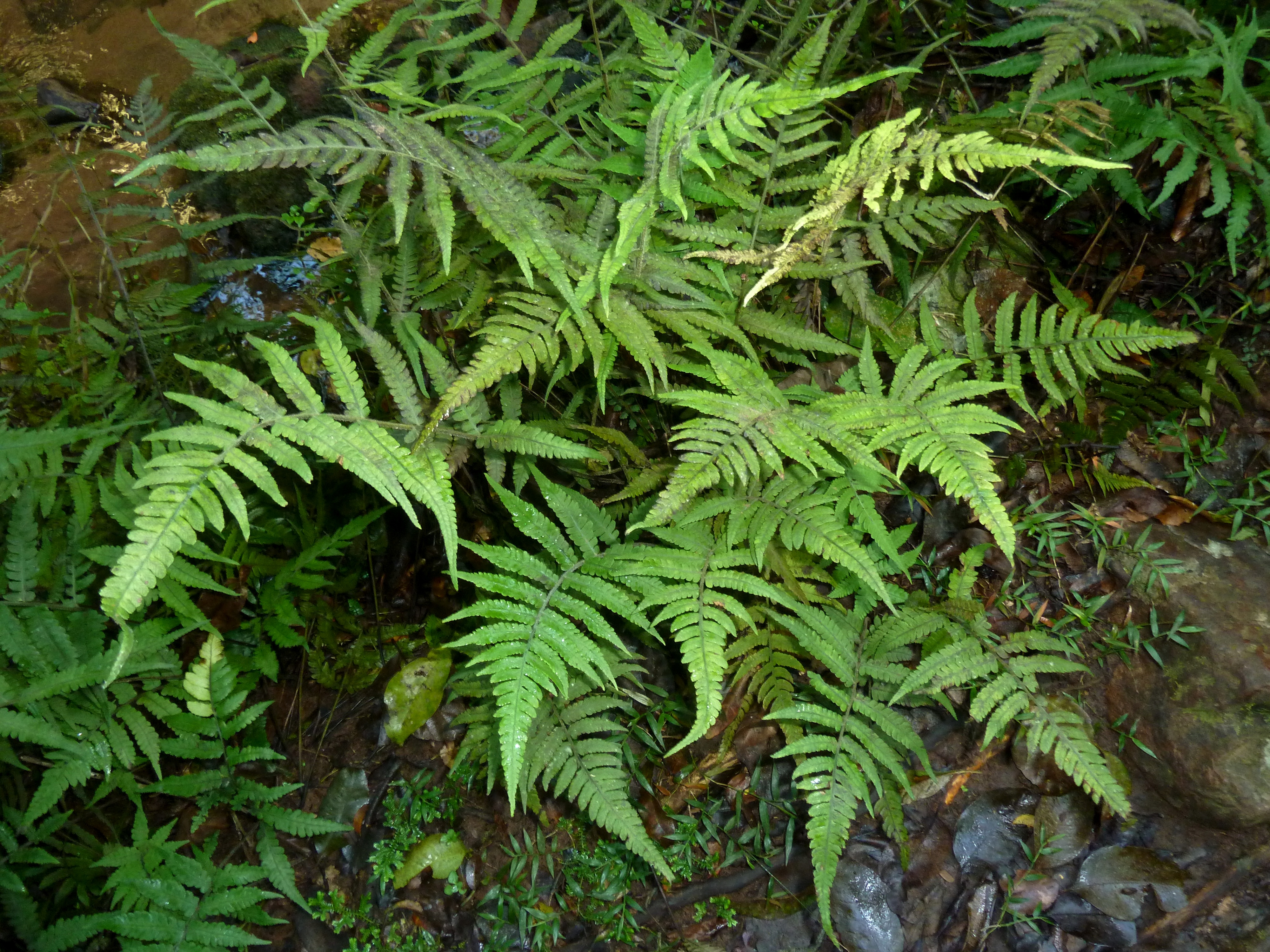

## Dottertaxa tillDeparia, i alfabetisk ordning[1]
- Deparia abbreviata
- Deparia acrostichoides
- Deparia allantodioides
- Deparia angustata
- Deparia auriculata
- Deparia birii
- Deparia biserialis
- Deparia bonincola
- Deparia boryana
- Deparia brevipinna
- Deparia cataracticola
- Deparia chinensis
- Deparia concinna
- Deparia confluens
- Deparia confusa
- Deparia conilii
- Deparia coreana
- Deparia dickasonii
- Deparia dimorphophylla
- Deparia emeiensis
- Deparia erecta
- Deparia falcatipinnula
- Deparia fenzliana
- Deparia forsythii-majoris
- Deparia gordonii
- Deparia hainanensis
- Deparia henryi
- Deparia hirtirachis
- Deparia japonica
- Deparia jinfoshanensis
- Deparia jiulungensis
- Deparia kaalaana
- Deparia kanghsienensis
- Deparia kiusiana
- Deparia kiyozumiana
- Deparia lancea
- Deparia liangshanensis
- Deparia lobatocrenata
- Deparia longipes
- Deparia ludingensis
- Deparia lushanensis
- Deparia marginalis
- Deparia marojejyensis
- Deparia mcdonellii
- Deparia medogensis
- Deparia minamitanii
- Deparia nakaikeana
- Deparia nanchuanensis
- Deparia okuboana
- Deparia omeiensis
- Deparia otomasui
- Deparia pachyphylla
- Deparia parvisora
- Deparia petersenii
- Deparia polyrhiza
- Deparia prolifera
- Deparia pseudoconilii
- Deparia pterorachis
- Deparia pycnosora
- Deparia setigera
- Deparia shandongensis
- Deparia shennongensis
- Deparia sichuanensis
- Deparia stenoptera
- Deparia subfluvialis
- Deparia subsimilis
- Deparia tenuifolia
- Deparia thwaitesii
- Deparia timetensis
- Deparia tomitaroana
- Deparia truncata
- Deparia unifurcata
- Deparia vegetior
- Deparia vermiformis
- Deparia wilsonii
- Deparia viridifrons
- Deparia yunnanensis
- Deparia zeylanica